# Широковский сельский совет (Скадовский район)
Широковский сельский совет (укр. Широчанська сільська рада) — входит в состав
Скадовского района
Херсонской области
Украины.
Административный центр сельского совета находится в 
с. Широкое.

## История
- 1929 — дата образования.

## Населённые пункты совета
- с. Широкое
- с. Великая Андроновка
- с. Остроподолянское